# 一文字蛍
一文字 蛍（いちもんじ けい）は、日本の漫画家。

## 作品リスト
- 『銃姫 -Sincerely Night-』（『月刊少年シリウス』2006年 - 2008年、全4巻）
- 『転生神機メロウガイン』（『FlexComixブラッド』2008年 - 2010年、全2巻（第3巻は未発売）） - 自身のウェブサイトで全話無料公開している。
- 『ASURA'S WRATH〜廻KAI〜』（『ニュータイプエース』2011年 - 2012年、全2巻）
- 『ニンニクナックル』（『月刊COMICリュウ』2014年、全2巻）
- 『マクロスΔ外伝 マクロスＥ』（『マガジンSPECIAL』2016年 - 2017年、全2巻）
- 『超時空減量ブタ&ゴリラ』（『マガポケ』2019年、単行本未発行） - カラテマスク名義。